# Odostomia satura
Odostomia satura är en snäckart som beskrevs av Carpenter 1864. Odostomia satura ingår i släktet Odostomia och familjen Pyramidellidae.

## Underarter
Arten delas in i följande underarter:
- O. s. satura
- O. s. gouldi